# 25182 Siddhawan
25182 Siddhawan è un asteroide della fascia principale. Scoperto nel 1998, presenta un'orbita caratterizzata da un semiasse maggiore pari a 2,6885811 UA e da un'eccentricità di 0,0648978, inclinata di 2,54458° rispetto all'eclittica.